# 疾風に勁草を知る
疾風に勁草を知る（しっぷうにけいそうをしる）は、古代中国からのことわざ。

## 概要
激しい風が吹くことではじめて丈夫な草を見分けられるということから転じて、苦難になってはじめて人の節操の堅さや意志の強さが分かるということである。人間というのは、極限状態に追い込まれたり、何ともしがたい試練や困難に遭遇したならば、その時にこそ人間の真価が問われるということである。修羅場になったならば醜態を見せることになるのか、逆に試練に立ち向かっていくという根性を見せるのかということである。

### 由来
この言葉は、『後漢書』の王覇傳が由来である。それによると、後漢の時代には光武帝こと劉秀が黄河を渡って河北を攻める際に、劉秀を支えていた人々の中に王覇という人物がいた。王覇は困難な河北攻略に参戦していたものの周囲の者は逝ってしまい、とうとう王覇一人のみとなってしまった。その時に劉秀が王覇に、私に従ってきた者は皆逝ってしまい一人のみになってしまった。だが努力せよ、疾風に勁草を知ると述べた。